# Núr Devlet krími kán
Núr Devlet (krími tatár: نور دولت), (? – 1503) krími tatár kán és kászimi kán. I. Háddzsi Giráj második fia.

## Élete
Mikor Hadzsi Giráj 1466-ban meghalt, fiai viszálykodni kezdtek a káni címért. Núr Devlet örökölte a trónt, de Mengli öccsének 1467-ben egy rövid időre sikerült őt letaszítania. Núr Devlet szorult helyzetében a Nagy Hordához, az Arany Horda utódához fordult segítségért, cserébe részben feláldozta az apja által kivívott függetlenséget. A tatár klánok egy részének és a Horda csapatainak segítségével elűzte öccsét. 

1469-ben Mengli biztatására fellázadt ellene a klánok egy része és Núr Devlet a genovai fennhatóságú Kaffába menekült, ahol tisztelettel bántak vele, de fogolyként kezelték. 1471-től Soldaia (ma Szudak) erődjében tartották fogva, testvérével Hajderrel együtt. 1475-ben szabadult ki, mikor az Oszmán Birodalom elfoglalta a genovaiak krími birtokait. Sikerült visszaszereznie a trónt, ám rövid idő múlva, 1476-ban Ahmed, az Arany Horda kánja megszállta a krími kánságot, Núr Devlet pedig Litvániába menekült.

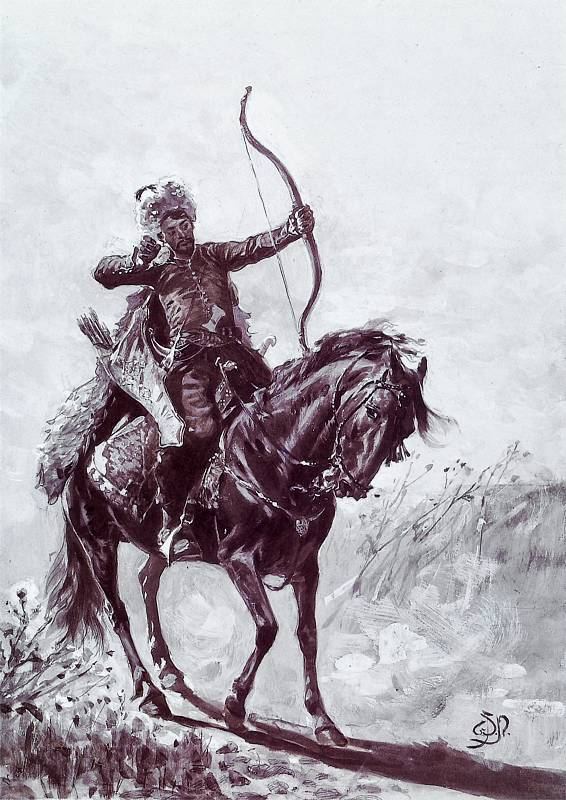
Tatár lovas

1479-ben Hajder öccsével együtt III. Iván moszkvai nagyfejedelem udvarába költözött. 1480-ban csatlakozott Vaszilij Nozdrovatij herceg hadjáratához és kifosztották az Arany Horda fővárosát, Szarajt. 1486-ban III. Iván a vazallus kászimi kánság vezetőjévé tette. Ugyanebben az évben Murtaza, az Arany Horda egyik hadvezére összeesküvést szőtt, hogy letaszítsák a krími trónról Mengli Girájt, és levelet küldött Núr Devletnek és III. Ivánnak hogy segítené Núr Devlet visszatérését. III. Iván azonban elégedett volt a vele szövetséges Menglivel és a leveleket neki továbbította; ezenkívül a biztonság kedvéért kivonta seregeit Núr Devlet irányítása alól. 

1487–1490-ben részt vett a Nagy Horda elleni hadjáratokban, ahol akkor Ahmed kán fiai marakodtak az örökségen. 1490-ben átadta címeit fiának, Szatilgánnak. 

Ezután Kászim (ma Kaszimov) városában élt. 1498-ban Mengli követséget küldött hozzá és visszahívta a Krímre, de ő visszautasította. Utolsó éveiben sokat betegeskedett és 1503-ban meghalt. Halálát 1503. szeptember 22-én jelentették a krími kánnak.

1504-ben a fia engedélyt kért a moszkvai nagyfejedelemtől és a krími kántól, hogy apja maradványait visszavigyék a szülőföldjére, így a többi kászimi kántól eltérően, Núr Devlet a Krímen van eltemetve.

## Fordítás
- Ez a szócikk részben vagy egészben  a(z)   Нур-Девлет című orosz Wikipédia-szócikk ezen változatának fordításán alapul.  Az eredeti cikk szerkesztőit annak laptörténete sorolja fel. Ez a jelzés csupán a megfogalmazás eredetét és a szerzői jogokat jelzi, nem szolgál a cikkben szereplő információk forrásmegjelöléseként.